# Ogoulou
Ogoulou è un dipartimento della provincia di Ngounié, in Gabon, che ha come capoluogo Mimongo.